# Kasteel van Binderveld
Het Kasteel van Binderveld (soms ook: Waterkasteel van Binderveld) is een kasteel aan Molenstraat 31 te Binderveld in de provincie Limburg.

## Bezitsgeschiedenis
Het kasteel was zetel van een Loonse heerlijkheid. De oudst bekende heer was Olderic van Bilrevelt, welke in 1135 het leen ontving. Van 1251-1371 was het in bezit van de familie Van Montenaken; in de 15e eeuw van de familie Van Hamal; vanaf 1525 van de familie Van Grevenbroek, en door huwelijk in 1534 kwam het aan de familie Van Copis. Hiëronymus Van Copis overleed in 1721 en diens weduwe, Joanna Isabella Clara de Coloma, hertrouwde in 1722 met Jozef Le Roy, waarmee het leengoed aan de familie Le Roy kwam. Joanna overleed in 1741. Jozef hertrouwde in 1742 met Elizabeth Arrazola de Oñate, welke in 1766 het kasteel van haar echtgenoot erfde. Toen zij in 1788 overleed kwam het kasteel in bezit van Joanna Arrazola de Oñate, die een nicht van Elisabeth was. In 1791 trouwde zij met Hubert de Succa. Doch Joanna overleed in 1795 bij de bevalling van Lodewijk de Succa. Deze nu, erfde het kasteel, maar bezat geen heerlijke rechten meer. In 1826 werd het kasteel, met de kapel, door Lodewijk de Succa verkocht aan grondeigenaar Joseph Antoine de Schrynmakers (1797-1835), gehuwd met Marie Françoise Leynen (1801-1888), die beiden hun intrek op Binderveld namen en daar tot hun overlijden zouden wonen. Vanaf 1956 was het bezit van de familie Ballet. Vervolgens kwam het in bezit van notaris Baudouin Verelst, welke het in oorspronkelijke stijl liet restaureren, waarbij ook de omgrachting werd hersteld.

## Kasteelgeschiedenis
Het kasteel, gelegen op een door grachten omringd domein, werd voor het eerst vermeld in 1135. In 1375, in de eindfase van de Luiks-Brabantse oorlogen, werd het belegerd door de Truienaren. Het kasteel, dat bouwvallig geworden was, werd herbouwd door Hiëronymus Van Copis, die heer was 1635 tot 1653. In 1636 werd het geplunderd door Kroatische troepen, onder leiding van Jan van Weert. In 1637 werd het kasteel opnieuw verwoest, nu door Staatse troepen. In 1654 werd het kasteel door Lotharingse troepen bezet. In 1728 brandde het kasteel volledig uit door een ongeluk. Het werd herbouwd in 1729 door de toenmalige eigenaar, J.B.C. Le Roy. Het werd een halfgesloten complex. Daarvan is slechts de poorttoren en het woonhuis bewaard gebleven. In 1865 werd de ophaalbrug door de familie De Schrynmakers vervangen door een vaste stenen brug. De kapel, welke bij het kasteel behoorde, werd in 1842 afgebroken. Ter vervanging werd circa honderd meter naar het noorden de nog bestaande Sint-Jan Baptistkerk gebouwd.

## Gebouw

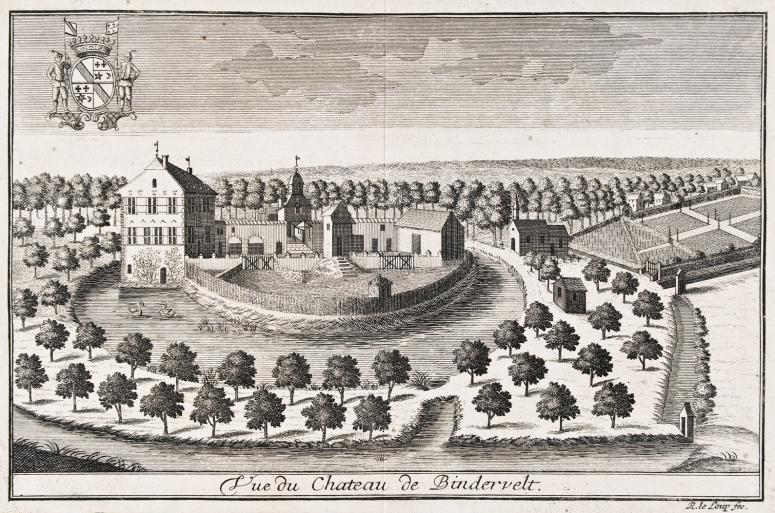
Binderveld omstreeks 1744

De rechthoekige poorttoren is gebouwd in baksteen. Deze wordt gedekt door een tentdak met klokvormige spits. Het dak wordt gebruikt als duiventil.
Het woonhuis stamt uit 1729. Het bevat de wapenschilden van Le Roy en De Coloma. De kern van dit gebouw dateert uit 1635 (periode Van Copis). Het gebouw is opgetrokken uit baksteen en zandsteen, op een plint van breuksteen. De rechter zijgevel kenmerkt zich door muurbanden.